# 31451 Joenickell
31451 Joenickell è un asteroide della fascia principale. Scoperto nel 1999, presenta un'orbita caratterizzata da un semiasse maggiore pari a 2,2796535 UA e da un'eccentricità di 0,1376032, inclinata di 5,19573° rispetto all'eclittica.
L'asteroide è dedicato allo statunitense Joe Nickell, membro del Committee for Skeptical Inquiry.